# 베트남 항공 815편 추락 사고
베트남 항공 815편 추락 사고(영어: Vietnam Airlines Flight 815)는 1997년 9월 3일, 떤썬녓 국제공항을 출발하여 프놈펜 국제공항에 도착할 예정이었으나, 악천후로 무리한 착륙을 시도하다가 추락하여 탑승자 65명이 사망한 사고이다.

## 사고기 기체 정보
- 항공사 : 베트남 항공
- 기종 : 투폴레프 Tu-134
- 제작연도 : 1984년
- 등록기호 : VN-A120

## 사고 개요

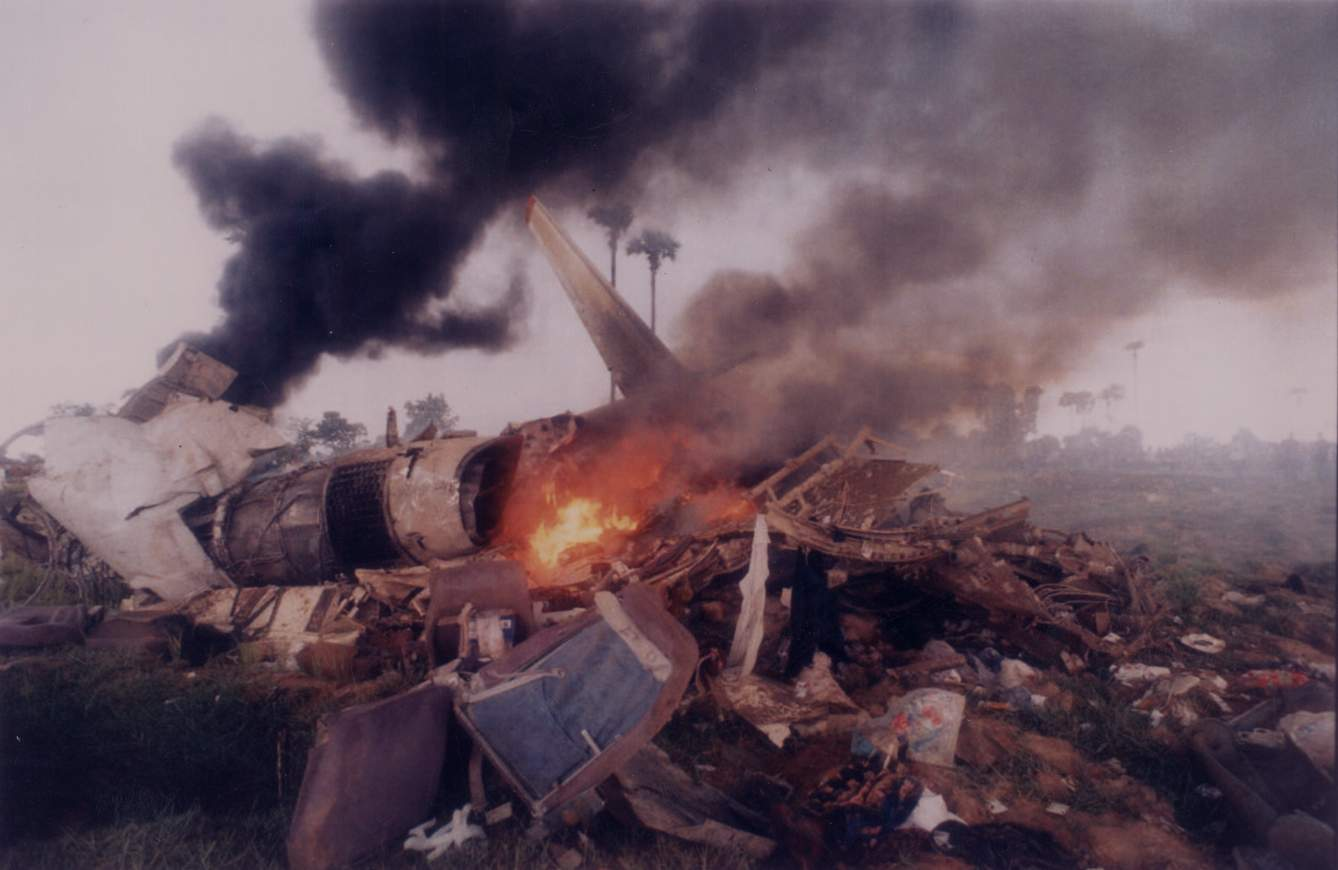
화재가 난 베트남항공(1)

사고 당시 캄보디아 현지에 열대성 강우인 스콜로 인한 갑작스러운 먹구름과 폭우가 동반된 악천후가 발생한 것이 사고의 주요 원인이다.

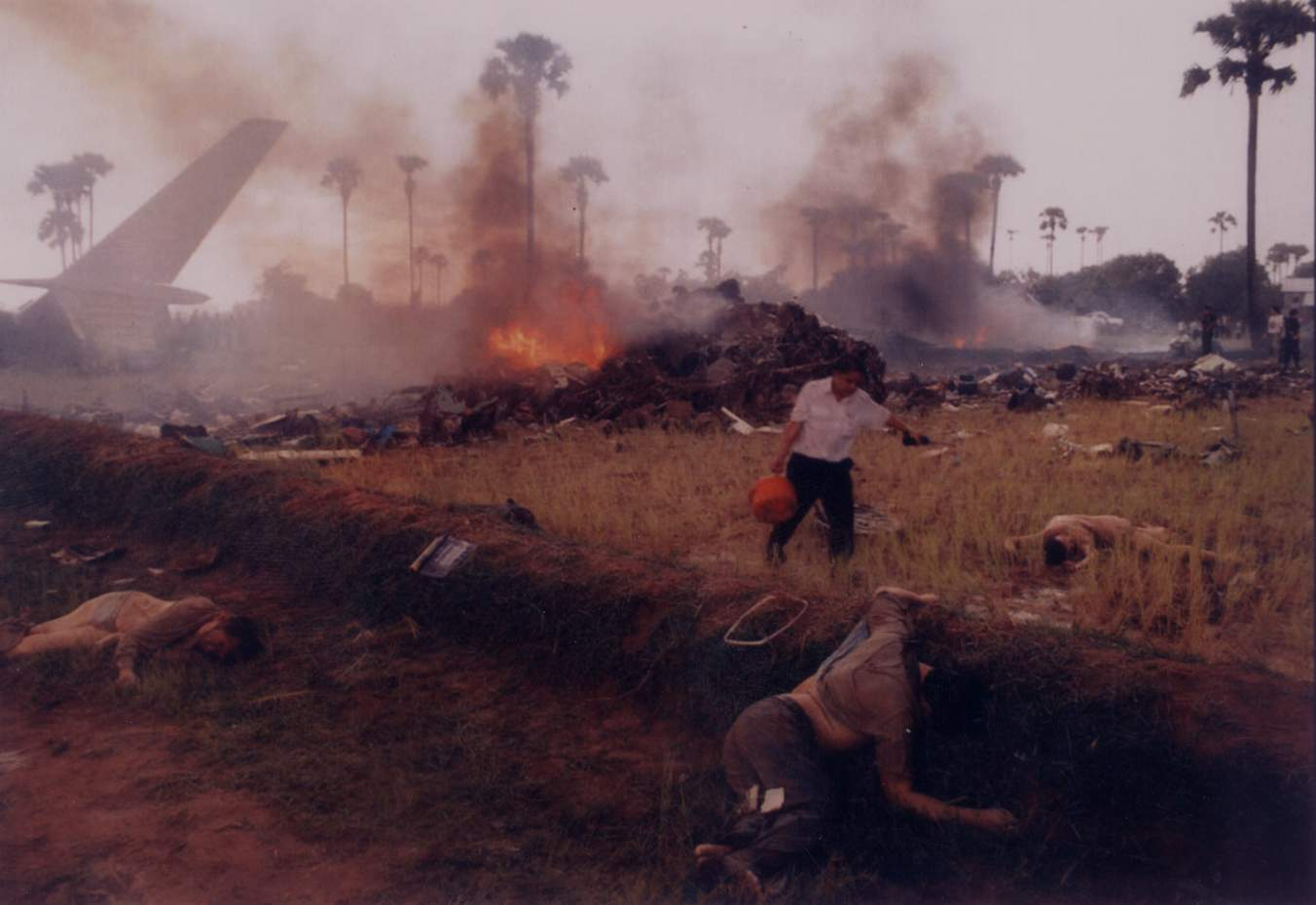
화재가 난 베트남항공(2)

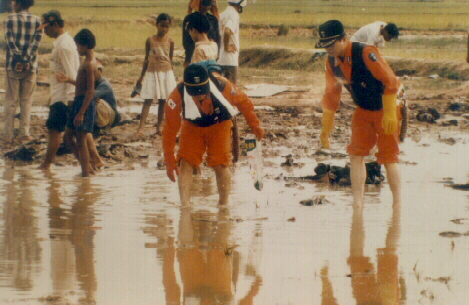
한국 소방관이 베트남항공의 잔해들을 정리중이다.

당시 착륙을 두 번 시도하였는데 인근 야자나무에 부딪친 후 인근의 논으로 추락하였다. 추락 당시 기체도 산산조각나면서 형체를 알아볼 수 없을 정도로 불에 일그러졌으며, 그나마 꼬리 부분만 형체를 알아볼 수 있다.

## 같이 보기
- 베트남 항공
- 대한항공 801편 추락 사고